# Mårten Trulsson
Mårten Trulsson, född 7 december 1828 i Fränninge, Malmöhus län, död 14 februari 1908 i Fränninge, (begravd vid Fränninge kyrka), var en svensk hemmansägare och riksdagsman.
Trulsson var ägare till hemmanet Starrarp i Fränninge. I riksdagen var han ledamot av andra kammaren under nio riksdagar, invald i Färs härads valkrets. Han var även i många år direktör i Färs härads sparbank.